# Castello di Wedde

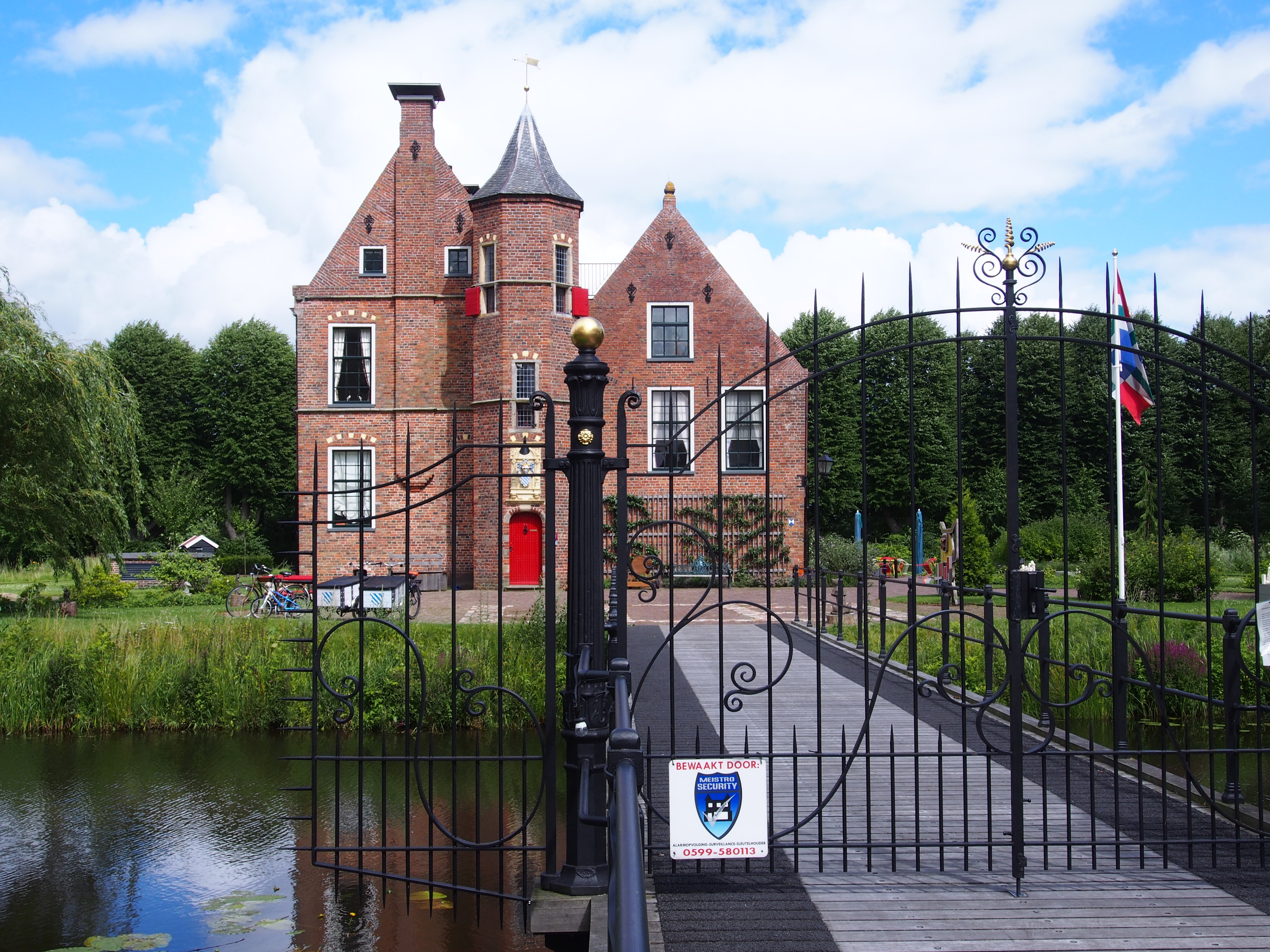
Il ponte che segna l'ingresso al castello

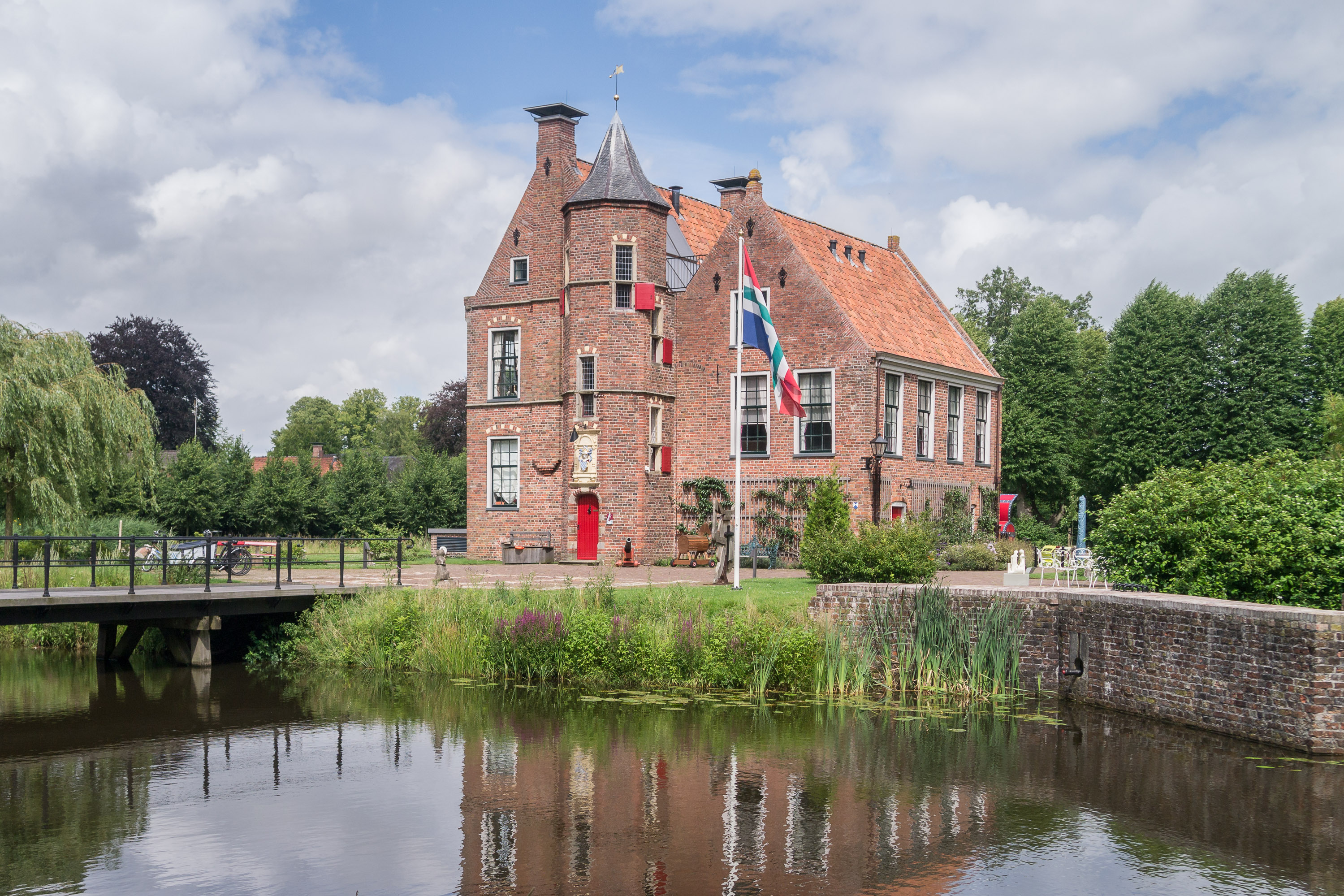
La facciata sud-occidentale del castello

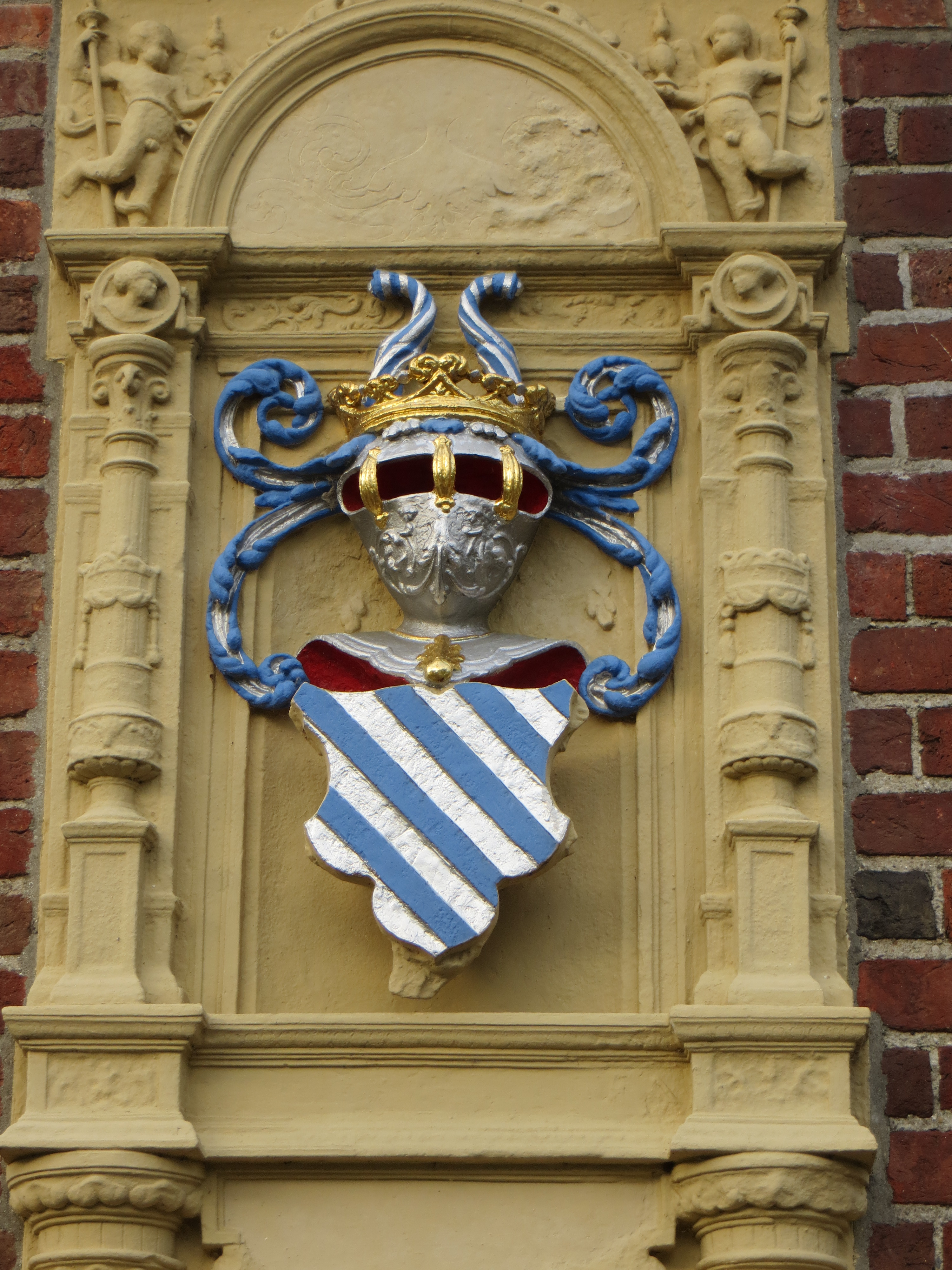
Stemma in una facciata del castello

Il castello di Wedde (in olandese: Wedderborg o Wedderburcht o Burcht Wedde o Huis te Wedde), conosciuto anche come castello Addinga (Addingaborg), è un castello del villaggio olandese di Wedde (comune di Bellingwedde), nella provincia di Groninga, costruito principalmente tra la seconda metà del XIV secolo e la fine del XV secolo e rimodernato nella metà del XX secolo. Tra le poche fortezze rimaste in piedi nella provincia di Groninga, questo castello fu la residenza della famiglia Addinga, signori di Westerwolde.
L'edificio, classificato come rijksmonument nr. 8925, ospita ora un albergo e un ristorante.

## Storia
L'edificio originario fu eretto intorno al 1360 da Adde (o Edde) Addinga, al quale venne data in affitto la signoria di Westerwolde dall'abate dell'abbazia di Corvey.
Circa cent'anni dopo, la famiglia Addinga fece costruire una muraglia attorno alla fortezza. Nel 1478, il castello e metà della muraglia andarono distrutti.
Dopo la distruzione, nel 1486, il vescovo di Münster concedette a Haye Addinga il permesso di ricostruire l'edificio.
Nel 1530, il castello fu conquistato, su ordine del duca di Gheldria, da Berend van Hackfort, che intraprese un'opera di fortificazione della struttura, facendo costruire un muro di cinta con quattro bastioni.
Intorno al 1535, il castello fu quindi occupato dalle truppe di Carlo V. L'edificio divenne quindi di proprietà dapprima di George Schenck van Toutenburg  e, quindi, nel 1561, di Johan de Ligne, conte di Aremberg.
In seguito, nel 1568, ovvero all'inizio della guerra degli ottant'anni, andò ad abitare nel castello Adolfo di Nassau, fresco vincitore nella battaglia di Heiligerlee; 25 anni dopo, il castello fu conquistato da Guglielmo Luigi di Nassau-Dillenburg.
|  |

Sempre nel corso del XVI secolo, il castello fu adibito anche come sede dei processi per stregoneria: 19 delle donne processati qui vennero condannate e mandate al rogo.
In seguito, nel 1619, il castello divenne di proprietà della città di Groninga.
Nel 1828, la città di Groninga decise di mettere in vendita l'edificio, che venne acquistato da A.H. Koning di Bellingwolde.  Il castello fu quindi abitato dall famiglia Koning fino al 1955, anno in cui fu acquistato dall'ufficio idrografico della Westerwolde e posto sotto restauro quattro anni dopo, restaurazione che ne conferì l'aspetto attuale.
Nel 1977, l'edificio divenne sede del consiglio amministrativo della Groninga Orientale e nel 1990, il castello divenne di proprietà del comune di Bellingwedde, ma non fu aperto al pubblico.
All'inizio del 2014, grazie all'intervento di alcune banche, iniziò la trasformazione del castello in un albergo votato ad una clientela giovane.

## Architettura
L'edificio si trova nella parte sud-occidentale del villaggio di Wedde.